# Фтейрофаги
Фтейрофаги или Фтирофаги (лат. Phthirophagi, греч. Φθειροφαγοι) — античное племя, которое связывается с будинами-гелонами и салтиями. Некоторые авторы относили их к скифам.

## История
Сурен Еремян говорил, что фтейрофаги — это гелоны и связывал их с кавказскими гелами, которые оставили след в одной из провинций кавказской албании — Гелаву, находящейся на северо-западе города Шемахи. У Геродота эти же гелоны названы будинами и жили они в деревянном городе Гелоне. Он же подчеркивал, что за территорией будинов простирается пустыня, под которой следует понимать нынешнюю Хачмазскую низменность, которая входила в состав страны кавказских массагетов — мазкутов. Геродот понимал под гелонами совсем не то, что другие греческие, а позднее латинские авторы. Греки смешивали имена будинов и гелонов, вероятно потому, что реальные племена, которым они давали эти наименования, — будии-удины и гелы-кадусии — также были для них почти неразделимы. Геродот же прилагает имя гелонов к тем эллинизированным варварам, которые изъяснялись и по-скифски, и по-гречески и восприняли греческие обычаи. Лев Ельницкий, ссылаясь на античных авторов, сначала упоминает их как «пожирателей сосновых шишек», а потом как «вшеедов». Латышев В. В. локализовал их в районе города Питиунта, а современное название этого города — Пицунда.